# Peni Parker
Peni Parker es un personaje ficticio de Marvel Comics, una superheroína y una versión alternativa de Spider-Man. El personaje está representado como una estudiante de secundaria de 13 años que fue adoptada por la Tía May y el Tío Ben tras la muerte de sus padres. Ella pilotea un traje mecánico psíquicamente conocido como SP//dr que está parcialmente controlado por una araña radioactiva la cual también comparte un vínculo psíquico con el piloto.
Tanto Peni Parker como SP // dr han tenido escasas apariciones en los medios, siendo la más destacada la película animada Spider-Man: Into the Spider-Verse (2018) y la secuela Spider-Man: Across the Spider-Verse (2023) interpretada por Kimiko Glenn.

## Historial de publicación

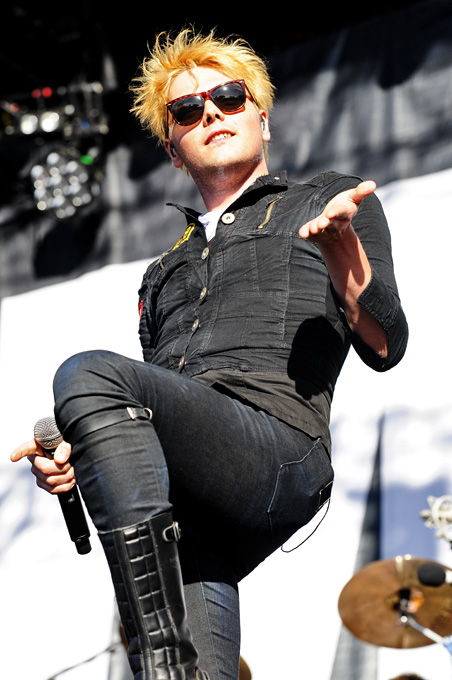
Gerard Way, cocreador de Peni Parker, actuando con My Chemical Romance en 2012.

Peni Parker y SP//dr fueron creados por el escritor Gerard Way y el artista Jake Wyatt, y apareció por primera vez en el Spider-Verse, en el cómic Edge of Spider-Verse #5, de octubre de 2014. De acuerdo con Way, SP//dr "se compone de tres componentes vitales: un piloto, una máquina y una araña sensible radiactiva que actúa como la mitad del cerebro que hace que todo funcione". La historia de SP//dr se continuó en el cómic Spider-Geddon, Edge of Spider-Geddon #2 de Alberto Albuquerque.

## Biografía del personaje ficticio
El padre de Peni era el SP//dr original, protegía a la ciudad de Nueva York del crimen y otros peligros. Después de su misteriosa muerte, su tía y su tío se acercaron a su hija, Peni Parker, para ser el nuevo piloto del SP//dr. Para hacerlo, necesitaba ser mordida por la araña radioactiva sensible que controlaba parte del traje. Después de ser mordida, se convirtió en la nueva protectora de la ciudad. Finalmente, se une a Daredevil que había conocido a su padre, para acabar con algunos delincuentes y, finalmente, luchar contra Mysterio. Luego, cuando toma un metro para ir a su escuela, Spider-Ham y Old Man Spider se le acercan para unirse al Spider-Army y luchar contra los herederos.
Después de los eventos de Spider-Verse, Peni es abordada en la escuela por una chica llamada Addy Brock. Ella le pregunta si realmente era la piloto SP/dr, pero Peni la ignora, lo que incita a Addy a afirmar que Peni no es tan especial como piensa. Peni luego trata de hablar con Ben y May acerca de ser especial, pero la ignoran. Al mejorar los lanza redes en el SP // dr, se da cuenta de que Addy camina en la base y la sigue solo para encontrar otro mech-traje similar al SP//dr, pero negro con el nombre VEN # m, lo que le da como resultado furiosa con su tía y su tío por no hablarle del traje nuevo. Cuando una criatura parecida a un kaiju llamada M.O.R.B.I.O.U.S. empieza a drenar la energía eléctrica de la ciudad, SP // dr la persigue, pero se deja de lado rápidamente. Para derrotar a M.O.R.B.I.O.U.S., envían a VEN # m para derrotar a la criatura. Tiene éxito al detener al monstruo, pero la criatura hace que VEN # m funcione mal, lo que hace que el mech se convierta en una mente propia. El traje negro comienza a consumir a Addy, y cuando May va a solucionar el problema manualmente, también empieza a consumirla a ella. SP // dr comienza a luchar contra VEN # m, pero el traje negro mech es más poderoso y casi destruye SP//dr. Luego, Peni, luego de recordar a los mejores tiradores web, derrota a VEN # m, pero es demasiado tarde para salvar a sus tías May y Addy, que han desaparecido del interior del traje. Más tarde, Peni y Ben tienen un momento de corazón a corazón, pero luego Spider-Ham reaparece para reclutar a Peni nuevamente para ayudar a derrotar a los herederos, que han regresado en el caso de Spider-Geddon.

## En otros medios

### Televisión
SP // dr hace un cameo sin hablar en el episodio de la serie animada Ultimate Spider-Man vs. The Sinister 6, "Return to the Spider-Verse" Pt. 4, como uno de varios Spider-Men de realidad alternativa que el villano Wolf Spider tomó como rehén para desviar sus poderes antes de que Spider-Man, Chico Arácnido y Spider-Gwen lleguen para salvarlos.

### Película
- Peni Parker y SP // dr aparecieron en la película de superhéroes animada por computadora Spider-Man: Into the Spider-Verse (2018), con Kimiko Glenn expresando a Peni.[6][7] Ella llega al universo de Miles Morales junto con Spider-Ham y Spider-Man Noir. Esta versión lleva una estética de anime, es increíblemente alegre y se muestra comiendo numerosos dulces y bocadillos en su robot; SP//dr en sí mismo es una cabina de cápsula de una sola pieza rematada con un visor de una sola forma con forma de cúpula, con el interior que proporciona a Peni una vista del mundo interior, y el exterior con varias caras electrónicas (incluidos los emojis relacionados con el anime y expresiones, una pantalla de ocho ojos similar a una araña real, y los ojos clásicos de Spider-Man) y utiliza apéndices manipulados magnéticamente para versatilidad; también puede disparar láseres desde sus dedos, destinados a soldar varios objetos, como por ejemplo cuando se fija una unidad USB necesaria en la película. Durante el clímax, SP // dr está gravemente dañado por Escorpión, pero Peni logra rescatar a la araña radioactiva desde dentro. Cuando regresa a su dimensión, se muestra reconstruyendo SP//dr.
- Peni y SP//dr regresan en Spider-Man: Across the Spider-Verse (2023) con Kimiko Glenn retomando su papel. Se la representa como miembro de Spider-Society, y su nuevo SP//dr ahora se parece al modelo de los cómics. Al final de la película, se une al equipo de Gwen para salvar a Miles de las fuerzas de la Mancha y Miguel O'Hara.

- Kimiko Glenn retomará nuevamente su papel de Peni Parker en Spider-Man: Beyond the Spider-Verse

### Videojuegos
- SP//dr es un personaje jugable en el juego móvil Spider-Man Unlimited.
- SP//dr es un personaje jugable en el juego de ordenadores y consolas Marvel Rivals.
- SP//dr es un personaje jugable en el juego móvil Marvel Contest of Champions.

### Juguetes
Hasbro lanzó un Build-A-Figure de SP//dr en la línea Marvel Legends. Hasbro también lanzó la versión cinematográfica de SP//dr.

### Juego de mesa
Pack de héroe de Marvel Champions